# Shattered Glass
Shattered Glass (bra: O Preço de uma Verdade; prt: Verdade ou Mentira, ou Shattered Glass - Verdade ou Mentira) é um filme canado-estadunidense de 2003, do gênero drama biográfico, escrito e dirigido por Billy Ray, com roteiro baseado num artigo de Buzz Bissinger publicado na revista Vanity Fair em setembro de 1998, questionando a ética do jornalista Stephen Glass.

## Sinopse
O filme conta a história de Stephen Glass, jovem jornalista da prestigiada The New Republic, revista especializada em política e cultura, além de colaborador de publicações como Rolling Stone e outras. Na década de 1990, suas reportagens o tornaram um dos mais respeitados profissionais de Washington, D.C., até que sua farsa começa a ser desmontada.

## Elenco
- Hayden Christensen  .....  Stephen Glass
- Peter Sarsgaard  .....  Charles 'Chuck' Lane
- Chloë Sevigny  .....  Caitlin Avey
- Hank Azaria  .....  Michael Kelly
- Steve Zahn .....  Adam Penenberg
- Rosario Dawson  .....  Andy Fox
- Melanie Lynskey  .....  Amy Brand
- Caroline Goodall  .....  Sra. Duke
- Mark Blum  .....  Lweis Estridge
- Chad Donella  .....  David Bach
- Jamie Elman  .....  Aaron Bluth
- Luke Kirby  .....  Rob Gruen
- Cas Anvar  .....  Kambiz Foroohar

## Prêmios e indicações
| Prêmio             | Categoria               | Recipiente      | Resultado |
| ------------------ | ----------------------- | --------------- | --------- |
| Globo de Ouro 2004 | Melhor ator coadjuvante | Peter Sarsgaard | Indicado  |